# Rhina Espaillat
Rhina Polonia Espaillat (nacida el 20 de enero de 1932 en Santo Domingo, República Dominicana) es una poeta y traductora bilingüe dominicano-estadounidense afiliada al movimiento literario conocido como Nuevo Formalismo en la poesía estadounidense. Ha publicado once colecciones de poesía. Su trabajo ha sido incluido en muchas antologías populares, incluyendo The Heath Introduction to Poetry (2000); The Muse Strikes Back (1997); y En Otras Palabras: Literatura de Latinas de los Estados Unidos (1994).
La poesía original de Espaillat contiene muchos sonetos que describen a su familia en entornos domésticos, a los que ella llama "instantáneas". También es conocida por escribir poesía que captura la belleza de la rutina diaria, así como poemas que cuentan historias irónicas y humorísticas tanto de la Biblia cristiana como de la mitología clásica.
Espaillat también es conocida por sus traducciones literarias de la poesía cristiana de San Juan de la Cruz (1542-1591) del español castellano al inglés americano y que apareció en la revista literaria First Things, y de traducir de manera similar las mejores obras. del canon literario de la poesía española e hispanoamericana. Espaillat también ha producido aclamadas traducciones del inglés americano al español de los poemas de Robert Frost y Richard Wilbur.
Además, a pesar de que Espaillat creció en una época en la que "la expectativa de que uno debería superar cualquier origen ancestral no británico, todavía prevalecía como requisito previo para ingresar a la esfera de la genuina americanidad", la poesía de Espaillat también expresa orgullo en ser latina, en su identidad como feminista que además es esposa y madre, y su condición de inmigrante a los Estados Unidos.

## Vida

### Trasfondo familiar
Espaillat es de ascendencia mixta afrodominicana, española, francesa y arawak. Es hija de Carlos Manuel Homero Espaillat Brache, agregado diplomático dominicano, y de Dulce María Batista. Su tía Rhina Espaillat Brache fundó el primer instituto de ballet de La Vega. Espaillat es también sobrina nieta y ahijada del diplomático dominicano Rafael Brache. A través de su tío abuelo, Espaillat es prima segunda del presidente del Partido Demócrata , Tom Pérez. Espaillat es primo cuarto una vez destituido de Adriano Espaillat y tatara-tatara-sobrina del presidente dominicano Ulises Espaillat, y es descendiente del inmigrante francés François Espeillac.

### Primeros años de vida
Rhina Espaillat nació en la capital de la República Dominicana, Santo Domingo, que el caudillo Rafael Trujillo había rebautizado recientemente como Ciudad Trujillo, el 20 de enero de 1932. Poco después de su nacimiento, los padres de Espaillat regresaron con su pequeña hija a su ciudad natal de La Vega, que había sido fundada por Cristóbal Colón en 1494.
Mientras crecía en La Vega, la familia Espaillat vivía cerca de un fuerte histórico en la Avenida Independencia, rodeada de una gran comunidad de familiares y amigos que compartían su dedicación al arte, la música y la poesía.
A Espaillat la llevaban a menudo a visitar a sus familiares en Jarabacoa, la ciudad natal de su madre, que ahora es un popular balneario.
Espaillat comenzó a componer poesía en español cuando tenía solo 4 años. Sus primeros poemas los escribió su abuela, quien le dijo a Espaillat que sus poemas eran todos maravillosos y que ella era poeta. Ninguno de esos primeros poemas, sin embargo, aún sobrevive.
En 1937, Espaillat, de cinco años, acompañó a sus padres en una misión diplomática a Washington D. C. En ese momento, el tío abuelo y padrino de Espaillat, Rafael Brache, encabezaba la delegación dominicana y el padre de Espaillat era el secretario de la legación.
Rafael Brache había apoyado el golpe de Estado de 1930 que había llevado al poder a Rafael Trujillo. Además, los deberes de Brache desde que se convirtió en Embajador en los Estados Unidos en 1934 habían consistido principalmente en defender la reputación pública de Trujillo, que sufría debido a informes de asesinatos políticos, abusos de los derechos humanos y censura de prensa.
En 1937, sin embargo, Trujillo emitió órdenes al ejército dominicano que resultaron en la masacre genocida Perejil de aproximadamente 20.000 haitianos en el República Dominicana En respuesta, Rafael Brache, horrorizado, escribió una carta a Trujillo en la que denunciaba la masacre y decía que "ya no podía estar asociado con un gobierno que había cometido un acto criminal tan terrible".
Según Espaillat, "sí nos enteramos de que el dictador estaba absolutamente furioso cuando lo recibió".
En ese momento, sin embargo, había poca o ninguna oposición organizada a Trujillo en la República Dominicana y, en noviembre de 1937, un voto mayoritario del Congreso Nacional declaró que Rafael Brache y otros tres críticos de la masacre eran "indignos". dominicanos", y, "enemigos de la patria".  Según la biógrafa de Espaillat, Leslie Monsour, Brache y su sobrino, el padre de Espaillat, sabían que "enfrentarían un castigo terrible, en el mejor de los casos, prisión, y las vidas de otros miembros de la familia estarían en peligro si los dos hombres regresaban a su país".." Sin embargo, en ese momento, "los informes sobre la opresión y la brutalidad de Trujillo habían alcanzado notoriedad internacional", y el gobierno federal de los Estados Unidos concedió voluntariamente asilo político a Rafael Brache, su sobrino y sus dependientes. Tanto los hombres como sus familias se reasentaron en la ciudad de Nueva York.
Durante estos hechos, la madre de Espaillat sufrió un aborto espontáneo mientras estaba embarazada de un hijo. Después de recuperarse, Dulce María, sabiendo que la vida en la ciudad de Nueva York sería difícil, decidió que su hija estaría mejor cuidada por familiares en su tierra natal. En respuesta, Dulce María tomó la decisión de alto riesgo de regresar en secreto a la República Dominicana. Durante la visita, Dulce María dejó a Rhina al cuidado de su abuela paterna en La Vega. Dulce María luego visitó a su propia madre y hermanos en Jarabacoa, se despidió por última vez, recogió su máquina de coser y regresó a Estados Unidos sin llamar la atención de la policía de Trujillo.
Durante los siguientes dos años, Espaillat fue criada por su abuela paterna y sus tías en La Vega, donde siempre se recitaba poesía en español en voz alta. La abuela de Espaillat también tocaba la guitarra clásica española. Desde entonces, Espaillat ha declarado que "esas experiencias me hicieron mucho más un poeta de oído que de ojo".
En 1939, sin embargo, los padres de Espaillat se sintieron más asentados en los Estados Unidos y Rhina se unió a ellos en un apartamento de la ciudad de Nueva York en West Forty-Ninth Street en Hell's Kitchen.

### Refugiada
Cuando era niña, Espaillat aprendió rápidamente el inglés estadounidense y se adaptó rápidamente a la atmósfera cosmopolita de Manhattan durante la guerra, pero extrañaba profundamente a su amada familia extendida en la República Dominicana.
En una entrevista de 2017, Espaillat recordó: "Creo que como inmigrante creas una familia, y en Nueva York es interesante hacer eso. Todo el mundo está allí. Estaba rodeado de niños judíos en la escuela, niños italianos, alemanes e incluso japoneses que estaban pasando por un momento difícil en ese momento, porque la guerra estaba comenzando. Entonces me encontré con personas que eran, como decía mi padre, como nosotros. Están huyendo de alguien. Mi padre era un exiliado político. Explicó que los judíos huían de Europa porque estaban sucediendo cosas malas. Y dije: '¿Quieres decir que son como nosotros?' El dijo que sí. El mundo está lleno de gente como nosotros, porque el mundo está lleno de gente como Rafael Trujillo.'"
Además de seguir de cerca los acontecimientos mundiales, los padres de Espaillat también eran "ávidos lectores de literatura e historia en su español nativo", y, desde los cinco años en adelante, Espaillat escuchaba las casi constantes recitaciones de poesía de su padre, las cuales, "corrían la gama del verso en español desde la España del Siglo de Oro hasta los principales poetas de la América Latina moderna". En años posteriores, recordaría haber escuchado los versos de Teresa de Ávila, San Juan de la Cruz, Sor Juana Inés de la Cruz, José Santos Chocano, y Federico García Lorca.
Cuando era niña, su padre le exigió a Espaillat que hablara solo español castellano dentro del apartamento familiar. También se le pidió que hablara inglés y español con pronunciación y gramática correctas. Además, tenía estrictamente prohibido mezclar ambos idiomas. "Don Homero" Espaillat Brache consideraba al inglés y al español como " idiomas del mundo ", que merecían el respeto de ser escritos y hablados correctamente. Aunque Espaillat encontraba esto muy frustrante cuando era niña e incluso "terminaba llorando", expresó su gratitud a su padre por hacerla "verdaderamente bilingüe ".
Mientras asistía a la escuela primaria en PS 94, Espaillat solía visitar la biblioteca pública de al lado durante su hora de almuerzo. Durante una "intrusión guiada", en la sección de adultos de la biblioteca, un entusiasta Espaillat se encontró con una copia de la antología de poesía de 1942, A Treasure of Great Poems English and American, en la que Louis Untermeyer recopiló el canon literario de la poesía en inglés. desde la invasión anglosajona de Gran Bretaña hasta el período de entreguerras del siglo XX. 
Cuando Rhina pidió a sus padres que le compraran una copia, los Espaillat estaban "encantados con la pasión de su hija por una compilación de poemas en lugar de muñecas o vestidos", pero no podían pagar el precio de venta del libro de $ 3,75, que era una cantidad considerable. de dinero para una familia de refugiados en 1943. En respuesta, Don Homero Espaillat Brache pidió ayuda al padrino de su hija, Rafael Brache, quien compró un ejemplar del libro como regalo de Navidad de 1943 para su ahijada.
Espaillat ha descrito recibir el regalo del libro de Untermeyer como "otro punto de inflexión en mi vida". Ella agrega: "¡Me lo comí! Es un libro maravilloso y se convirtió en mi Biblia poética".
Décadas más tarde, el libro sigue siendo una de las posesiones más preciadas de Espaillat. En un correo electrónico de junio de 2014 a sus biógrafos, Espaillat describió el volumen como "vendado con cinta, pero milagrosamente todavía en una pieza y todavía en el trabajo, como un valiente veterano".
Aunque comenzó a componer poesía en inglés cuando solo tenía 8 años, el primer poema en inglés que se conserva de Espaillat, First Snowfall, fue escrito cuando solo tenía diez años.

### Éxito temprano
Cuando solo tenía quince años, la profesora de inglés de la escuela secundaria de Espaillat, Catherine Haydon Jacobs, se interesó por su poesía y, sin el conocimiento de Espaillat, la envió a The Ladies Home Journal. Para sorpresa de Espaillat, recibió una carta del editor de la revista que decía que tres de sus poemas habían sido aceptados para su publicación. Espaillat recordó más tarde que, mientras leía la carta del editor, pensó: "¡Esto no puede estar pasando! ¡Esto sólo les pasa a los poetas!"
Después de su debut en noviembre de 1947, la poesía de Espaillat apareció regularmente en The Ladies' Home Journal y, finalmente, también en una revista británica. La exposición resultante hizo que recibiera una gran cantidad de cartas de admiradores.
Catherine Jacobs también envió los poemas de Espaillat a la Poetry Society of America, que cambió sus reglas para aceptar a Espaillat, que entonces solo tenía 16 años, como el miembro más joven de la Poetry Society.
Cuando tenía diecisiete años, Espaillat recibió una carta de fan de Shabani, en Rhodesia del Sur, de un admirador que había traducido uno de sus poemas al afrikáans y que solicitaba permiso para publicar la traducción. Espaillat recibió cartas de admiradores similares de amantes de la poesía en todo Estados Unidos, así como en Manila, Berlín, Río de Janeiro y Londres.
Durante la misma época, Espaillat también actuó como mentora literaria de una joven que le había escrito desde la Zona Americana de la Alemania ocupada, donde el padre de la niña servía en el ejército de los Estados Unidos. Esto finalmente condujo, según los biógrafos de Espaillat, "a una amistad cercana y duradera".

### El género del silencio
Después de especializarse en inglés y especializarse en latín y humanidades, Espaillat se graduó de Hunter College con su licenciatura en artes en 1953. Sin embargo, después de su matrimonio interracial en 1952 con Alfred Moskowitz, Espaillat se alejó durante mucho tiempo de la Poetry Society of America mientras trabajaba como maestra en una escuela pública y criaba a sus DOS hijos en Flushing, Queens. Durante su larga ausencia de la poesía estadounidense, Espaillat se basó en gran medida en la tutoría y el estímulo de Alfred Dorn, quien se convertiría en uno de los fundadores del Nuevo Formalismo.
Luego del asesinato respaldado por la CIA de Rafael Trujillo el 20 de mayo de 1961, y el uso de la diplomacia coercitiva por parte del presidente de los Estados Unidos , John F. Kennedy, para lograr un cambio de régimen en la República Dominicana en noviembre El 19 de enero de 1961, los familiares de Espaillat finalmente se sintieron capaces de viajar con seguridad a los Estados Unidos y visitar a Espaillat, su esposo y sus dos hijos en Flushing, Queens.
Los primos visitantes de Espaillat encantaron a sus muchos amigos y vecinos locales, como más tarde describió en el poema Traducción.
También después del asesinato de Trujillo, el tío abuelo de Espaillat, Rafael Brache, su esposa y varios de sus hijos regresaron definitivamente a la República Dominicana. Los padres de Espaillat, sin embargo, no lo hicieron. Espaillat recordó más tarde: "Estaba casado, tenía hijos y mis padres no querían dejarnos. También habían hecho muchos amigos cercanos en los Estados Unidos; y, por supuesto, muchas de las personas en casa ya habían muerto, incluidas mis dos abuelas. Creo que es muy común en las comunidades de inmigrantes tener fuertes anhelos por el hogar, pero en 1961, la vida de mis padres estaba centrada en los Estados Unidos"
En 1964, Espaillat completó su MSE en Queens College.
Junto con su esposo, Espaillat enseñó inglés en el sistema de escuelas públicas de la ciudad de Nueva York, incluida Jamaica High School en Queens, durante muchos años. En 1990, eligió la jubilación anticipada y se mudó con su esposo a Newburyport, Massachusetts, para estar más cerca de sus dos hijos y sus nietos. Su hijo adoptivo, que se había unido a la familia en 1968, permaneció en la ciudad de Nueva York con su esposa e hijastros. Espaillat recordó más tarde que le había gustado enseñar, pero extrañaba profundamente la poesía. 
Por eso, su marido le había dicho: "¿Por qué no eliges la jubilación anticipada y le dedicas más tiempo a lo que realmente amas?". En Newburyport, Espaillat comenzó a escribir poesía casi de inmediato y desde entonces ha dirigido Powow River Poets, el capítulo local de la Sociedad de Poesía del Estado de Massachusetts, que se ha convertido en un nuevo capítulo formalista debido al liderazgo y la influencia de Espaillat.

### Volver a la poesía
Espaillat asistió a la primera Conferencia de Poesía de la Universidad de West Chester, que fue fundada por los poetas neoformalistas Michael Peich y Dana Gioia, en 1995 y luego recordó: "Yo era el único hispano allí, pero me di cuenta de que esta gente estaba abierta a todo, que su un interés era la artesanía. Si podías traer algo de otra cultura, estaban abiertos a ello".
Posteriormente, Espaillat se encargó de "enseñar las Formas francesas y las formas de repetición", pero también se aseguró de impartir clases de "los ejemplos e hispánicos de las formas" como la décima y el ovillejo.
Debido a las enseñanzas y el estímulo de Espaillat, el ovillejo, en particular, se ha vuelto muy popular entre los nuevos formalistas más jóvenes que escriben en inglés. Mientras la entrevistaban para un libro sobre su vida, Espaillat comentó alegremente: "En Internet y en la estratosfera, a todo el mundo le encanta".
Desde su regreso a la poesía estadounidense, el trabajo de Espaillat ha aparecido en Poetry, The American Scholar y muchas otras revistas. Ha ganado dos veces el premio Howard Nemerov Sonnet Award y fue juez del Concurso de 2012. Su segunda colección de poesía, Where Horizons Go, fue publicada por Truman State University Press junto con su selección para el Premio TS Eliot de 1998. Su colección de 2001, Rehearsing Absence, fue publicada por University of Evansville Press después de ganar el premio Richard Wilbur.

## Logros literarios

### Traductora literaria
Espaillat escribe poesía tanto en inglés como en español, y ha traducido al español y publicado sus traducciones de la poesía de Robert Frost y Richard Wilbur.
De sus traducciones de Frost, Espaillat dijo una vez: "... algo como La bruja de Coos parece estar escrito en una especie de New Hampshirese que es muy difícil de traducir al español. Es demasiado idiosincrático. Pero estoy satisfecho con las letras más cortas que he hecho. En el pasado, solo he visto algunas traducciones de Frost al español, y no me interesa ninguna de ellas. Uno de ellos tradujo a Frost a verso libre, lo que no creo que sea apropiado en absoluto, y estoy seguro de que Frost se estaba revolviendo en su tumba".
A cambio de sus traducciones de Frost, que preservan "sus esquemas de rima y su ingenio métrico al mismo tiempo que encuentran equivalentes para sus idiosincrasias lingüísticas", Espaillat ha sido galardonada con el premio Tree at My Window de la Fundación Robert Frost de Lawrence, Massachusetts. Además, diez de las traducciones de Espaillat se han colocado a lo largo de Robert Frost Trail en Lawrence Common.
Según los biógrafos Nancy Kang y Silvio Torres-Saillant, Espaillat "también ha acumulado una sólida trayectoria como traductora al inglés de versos españoles y latinoamericanos de diversas épocas históricas".
Espaillat ha producido y publicado traducciones al inglés de los versos de los poetas dominicanos Quiterio Berroa y Canelo, Manuel del Cabral, y Héctor Incháustegui Cabral.
También ha traducido poesía escrita en español por sus compatriotas dominicanos Juan Matos, César Sánchez Beras, Diógenes Abréu, y Dagoberto López.
De otros países latinoamericanos, Espaillat ha traducido la poesía de Miguel de Guevara, Sor Juana Inés de la Cruz, Manuel González Prada, Rafael Arévalo Martínez, Gabriela Mistral, Vicente Huidobro, and Alfonsina Storni.
Desde España, Espaillat ha traducido el verso de San Juan de la Cruz, Gabriel Bocángel, Gabriel García de Tassara, Miguel de Unamuno, y Miguel Hernández.
Espaillat también ha traducido la poesía de Antero de Quental del portugués y los versos de Blas de Otero del catalán.
De otros idiomas, Espaillat ha traducido al inglés los versos de Carlos de Orleans del francés medio, Dafydd ap Gwilym del galés medio, el poeta nacional croata Marko Marulić del latín renacentista, Luís Vaz de Camões del portugués, Bedřich Bridel del checo y el poeta filipino. Gaspar Aquino de Belén del tagalo.

Durante una entrevista con William Baer, Espaillat dijo: 
No puedo imaginar un mundo sin traducción porque no tendríamos Biblia, Homero ni Virgilio. Todas nuestras bibliotecas se reducirían a una sola habitación. Así que necesitamos desesperadamente una traducción, pero es crucial que el traductor se enfrente al hecho de que no lo obtendrá todo.

Habrá pérdidas, que debería tratar de mantener al mínimo, pero nunca puede jactarse de que realmente está trayendo el poema a otro idioma porque simplemente no se puede hacer. Creo que el traductor necesita comenzar con humildad. En lo que respecta al proceso real, creo que un traductor primero debe comprender el poema tanto como pueda, tratar de meterse en la piel del autor y ver si puede reconstruir el proceso de pensamiento del autor original. El trabajo principal del traductor es llevar el poema de un idioma a otro con el menor daño posible. Personalmente, disfruto mucho el desafío, aunque nunca estoy completamente satisfecha.

### Escritora latina
Aunque Espaillat creció en una época en la que "la expectativa de que uno debería superar cualquier origen ancestral no británico todavía prevalecía como requisito previo para ingresar a la esfera de la genuina americanidad", se opone a la idea de asimilación completa. En una entrevista con William Baer, dijo: "Cada vez que hablo con grupos hispanos, les digo a los jóvenes que se aseguren de conservar su español, que lo mantengan limpio y que aumenten constantemente su vocabulario, tal como lo están haciendo con Inglés. 
Entonces los animo y les digo: 'Ahora, ya que saben dos idiomas, ¡por el amor de Dios, traduzcan! ¡Te necesitamos! Ambos idiomas te necesitan para cerrar la brecha'".
Espaillat también ha citado la música de la guitarra clásica española, que escuchó por primera vez tocada por su abuela cuando era niña, como una gran influencia en su poesía. En particular, ha citado la música del compositor Joaquín Rodrigo como una influencia de vital importancia.

A pesar de que Espaillat usa ese mismo idioma en su poema, Bilingual/Bilingüe, también se opone al uso del espanglish, diciendo: 
La lengua de Cervantes, de Neruda, de Darío y Borges y Sor Juana, y, sí, de Don Pedro Mir, merece un mejor tratamiento; al igual que el lenguaje de Shakespeare, y Walt Whitman, Emily Dickinson y Robert Frost.

## Vida personal
De su matrimonio interracial con Alfred Moskowitz, Espaillat dijo una vez: "Lo conocí en la boda de mi mejor amiga, Mimi, y su mejor amigo, Harry. Todavía estaba en Hunter College, en mi tercer año, y terminamos sentados en la misma mesa en la boda el Día de Acción de Gracias en 1951. Y comenzamos a hablar, luego a bailar y, sé que esto suena como una locura, me propuso matrimonio cinco semanas después, en la víspera de Año Nuevo, y nos casamos en junio de 1952" En el momento de su boda, Rhina Espaillat tenía solo 21 años.
Hijo de inmigrantes judíos rumanos con puntos de vista de izquierda, Moskowitz fue profesor de artes industriales, organizador sindical y escultor. Había crecido en el Bronx mientras hablaba yiddish en el hogar y había luchado como un soldado de 19 años durante la Batalla de las Ardenas en 1944. 
Según los biógrafos de Esaillat, Nancy Kang y Silvio Torres-Saillant, "Moskowitz trajo a la casa una sensación de realismo absoluto como lo experimentó el personal militar estadounidense durante la Segunda Guerra Mundial. Este fue un momento en que muchos jóvenes estadounidenses tomaron el frente con un profundo deseo de luchar por la libertad y la justicia contra los regímenes que apoyaban la tiranía y la opresión".
Durante sus muchas décadas posteriores juntos, los Moskowitz tuvieron "muchas conversaciones" entre ellos. "Conversaciones", según Espaillat, "cuando considerábamos cómo venimos de diferentes orígenes, diferentes culturas, incluso diferentes barrios y, sin embargo, en última instancia, nos unimos tan rápido. 
Y a veces hablábamos de cómo varios pequeños cambios en nuestras vidas anteriores habrían alterado todo, y que habríamos terminado viviendo vidas completamente diferentes, con diferentes cónyuges, diferentes hijos, etc., lo cual es un pensamiento bastante aterrador para dos personas que son felices juntas. Hubo tantos si anteriores que podrían haber cambiado las cosas. Si hubiera regresado a Oswego en lugar de ir a la escuela en la ciudad de Nueva York, si hubiera tomado esa beca en Ohio en lugar de quedarme en Hunter College, y así sucesivamente. En la vida, nunca sabemos cuándo sucederán las cosas importantes. Cuando Alfred y yo nos conocimos en esa boda, ninguno de los dos esperaba que sucediera algo importante. Pero lo hizo."
Después de su boda, Alfred y Rhina Moskowitz se mudaron a un apartamento en el barrio racialmente mixto de Flushing, Queens. Ambos continuaron enseñando en el sistema de escuelas públicas de la ciudad de Nueva York.
Los Moskowitz también fueron miembros muy activos e influyentes de la Federación Unida de Maestros desde el momento en que se creó por primera vez. Espaillat recordó más tarde: "Nuestra casa fue sede de la huelga en nuestro distrito más de una vez. La experiencia nos dejó a ambos sintiéndonos fuertemente leales al movimiento laboral en todas partes, a los trabajadores en todos los campos y a través de razas, etnias, géneros y todas las demás líneas, según sea necesario para la justicia y la protección de los derechos de los trabajadores".
Alfred Moskowitz aplazó la fama de su esposa dentro de la poesía estadounidense al permitirle continuar publicando bajo su apellido de soltera en revistas literarias. En el papeleo legal, sin embargo, Espaillat siempre firmaba su nombre como Sra. Alfred Moskowitz.
Los Moskowitz también participaron en el Movimiento por los Derechos Civiles de Estados Unidos y en protestas contra la participación de Estados Unidos en la guerra de Vietnam.
Permanecieron juntos hasta que Moskowitz murió en febrero de 2016; la pareja tuvo tres hijos.
En una entrevista de 2017, Espaillat comentó: "Creo que fuera del tejido al que pertenecemos, del que somos parte, realmente no significamos mucho. 
De hecho, ahora que perdí a mi esposo en febrero pasado, me está costando mucho sentirme como una persona completa, porque han sido sesenta y tres años de un matrimonio realmente bueno y feliz, y una vez que has tenido ese tipo de cosas, sientes: '¿Dónde está el resto de mí? Se ha ido, de repente no hay nadie en la otra almohada. No creo que el feminismo consista en pensarse a uno mismo como si nadie fuera nada. Creo que consiste precisamente en ser algo de alguien y contar. Cualquier puerta que abras para ti mismo está bien, pero creo que lo que realmente importa es cualquier puerta que logres abrir para otras personas. Cualquier cosa buena que hagas en el mundo te convierte en una persona. No creo que existir solo para uno mismo sea tan valioso. Así que tal vez soy una persona atrasada. Supongo que no soy feminista en ese sentido, pero no me importa".

## Estado actual
Mientras era entrevistada por el poeta y crítico literario neoformalista William Baer, Espaillat expresó una intensa aversión por la poesía política: 
No creo que se deba pedir a la poesía que cambie los sistemas políticos o rectifique la economía, aunque los poetas ciertamente pueden expresar cómo se sienten". sobre tales cosas. Los poetas pueden, por supuesto, escribir sobre sus miedos, esperanzas y deseos, pero no creo que la poesía deba usarse para consignas políticas. Personalmente, no me gusta ese tipo de poesía, sin importar de qué lado del espectro político venga.
Según Leslie Monsour, "si se encuentra con un problema de injusticia social, lo aborda a través de la observación irónica, la presunción inteligente o la desilusión mundana, de acuerdo con su atracción de toda la vida por los poetas barrocos y metafísicos".
En una entrevista de 2017, Espaillat criticó duramente al presidente estadounidense en funciones, Donald Trump, por un lado, y los excesos tanto de la política de identidad como de la interseccionalidad, por el otro, por causar la polarización política del pueblo estadounidense. Espaillat comentó: “Hay muchos derechos que defender que a otras personas aún no se les han dado, que son sus derechos por naturaleza. Y yo creo que si nos aislamos en grupitos luchando por lo mío, y por los tuyos, y por los tuyos y por los tuyos, no lo vamos a lograr. 
Creo que debemos convertirnos en un tapiz completo de personas que luchan por todos los derechos, incluidos los derechos de la clase trabajadora blanca que está siendo mal pagada y con exceso de trabajo y a la que no se les ha enseñado lo que se les debería haber enseñado. No creo que podamos darnos el lujo de arrojar piedras a nadie, incluso a las personas que parecen el enemigo en este momento, porque no son el enemigo. Son simplemente... otras personas".
Después de las elecciones presidenciales de 2020, el presidente electo de los Estados Unidos, Joe Biden, recibió una petición firmada por más de 70 poetas desde Massachusetts hasta California, quienes lo instaron a seleccionar a Espaillat para leer su poesía en la inauguración presidencial de Biden.
Según su biógrafo Silvio Torres-Saillant de la Universidad de Syracuse, "Esto es una obviedad para mí... Puede que sea la poeta estadounidense con la visión más caprichosa e inclusiva de la empatía y la compasión. Incluso puedes ver eso cuando habla de nuestra problemática historia estadounidense. Ella habla de ser descendiente de un esclavista y un esclavo y puede ubicar a cada uno en su contexto histórico y sus circunstancias.”
En una entrevista antes de que seleccionaran a Amanda Gorman, Espaillat comentó: "¿Me gustaría hacerlo? ¿Las gallinas tienen labios?... Éramos exiliados políticos y este país nos dio un hogar. Este país nos salvó de muchas penas. Me ha dado todo lo que realmente amo en el mundo. Me ha dado un esposo maravilloso, hijos maravillosos que nacieron aquí, una carrera que he amado toda mi vida y amigos que probablemente no merezco. Así que tengo una serie de cosas por las que debo estar agradecido. Hay algunos sentimientos poderosos que tengo sobre este país".
En una entrevista de enero de 2021, Espaillat elogió a altos miembros del Partido Republicano por haber instado en vano a Donald Trump a conceder las elecciones presidenciales de 2020 : "Lamento mucho los errores que ha cometido porque no soy una persona de un solo partido. No creo que ninguna democracia pueda sobrevivir con un solo partido. Necesitamos algo sobre lo que discutir porque esa es la forma en que llegamos a la manera correcta de hacer las cosas".
En la misma entrevista, Espaillat expresó su esperanza de que se pueda superar la polarización política del pueblo estadounidense : "Este es un país que está lleno de buenas personas que han recibido inmigrantes como yo en el pasado. Siento que nací aquí, aunque no lo fui y esta es la historia de muchas, muchas personas que se han salvado al venir aquí. Creo en la Estatua de la Libertad, creo en la antorcha.”

## Publicaciones

### Bilingüe
- Mundo y palabra/El mundo y la palabra (2001), Oyster River Press
- Agua de dos ríos: Poemas, prosa y traducciones – una colección bilingüe'' (2006) Ministerio de Cultura de la República Dominicana

### En inglés
- Where Horizons Go: Poems (1998)
- Rehearsing Absence (2001)
- The Shadow I Dress In (2004)
- The Story-Teller's Hour (2004)
- Playing at Stillness (2005)
- Her Place in These Designs (2008)
- And After All (2018)
- The Field (2019)

### En español
- Oscura fruta: cuarenta y dos poemas (2013) (42 traducciones al español de poemas de Richard Wilbur), Ediciones El Tucán de Virginia, Ciudad de México
- Algo hay que no es amigo de Los muros: cuarenta poemas (2014) (40 traducciones al español de poemas de Robert Frost), Ediciones El Tucán de Virginia, Ciudad de México

## Otras lecturas
- William Baer (2016), Thirteen on Form: Conversations with Poets, Measure Press.
- Nancy Kang and Silvio Torres-Saillant (2018), The Once and Future Muse: The Poetry and Poetics of Rhina P. Espaillat, University of Pittsburgh Press.
- Leslie Monsour (2021), The Colosseum critical introduction to Rhina P. Espaillat, Steubenville, OH : Franciscan University Press, ISBN 978-1-73398-897-1